# Cucullanus campanae
Cucullanus campanae is een rondwormensoort uit de familie van de Cucullanidae. De wetenschappelijke naam van de soort is voor het eerst geldig gepubliceerd in 1984 door Lebre & Petter.